# Chiesa di San Gregorio Magno (Ascoli Piceno)
La chiesa di San Gregorio Magno, di Ascoli Piceno, nasce come trasformazione in luogo di culto cristiano di un tempio pagano romano, di maggiori dimensioni, che fu edificato tra l'Età tardo Repubblicana, I secolo a.C., e la prima Età Augustea, I secolo d.C. nella zona, alle spalle del Palazzo dell'Arengo, dove si apre la Piazzetta di San Gregorio che raccorda il piano cittadino al Colle dell'Annunziata.

## Storia
Il tempio corinzio, prostilo tetrastilo, si sviluppava su una pianta rettangolare di metri 22.2 x 11.14. Tradizionalmente ritenuto intitolato alla dea Vesta, in realtà, secondo Antonio Rodilossi, pare sia stato dedicato alla dea Iside, come confermerebbe un'iscrizione rinvenuta e che narra della recinzione dell'iseo.
In epoca tardo medioevale, XIII secolo, lo spazio del preesistente tempio e ciò che ne rimaneva furono racchiusi dalla facciata in stile romanico. Per questo scopo si riutilizzarono grossi massi di travertino e lasciate a vista, sulla parte destra della facciata stessa, perfettamente integrate nel muro, le due colonne corinzie, delle quattro che avrebbero dovuto esserci, del pronao.
La chiesa fu dedicata al Papa Gregorio I, divenuto San Gregorio Magno, poiché convinto sostenitore della riconversione dei templi pagani in chiese cristiane. L'immagine del Papa è rappresentata, all'interno dell'aula, vicino al diacono Pietro insieme con un angelo che porta dal cielo l'ispirazione dei "Dialoghi".

## Esterno
La facciata presenta due semplici ingressi, il più grande, con un arco a tutto sesto, e l'altro, che si apre tra le due colonne, con architrave.
Le colonne hanno 90 centimetri di diametro e sviluppano un'altezza di m 8.82, capitello compreso, sono rastremate verso l'alto e contano 20 scanalature.
I capitelli sono composti da due blocchi di pietra sovrapposti e finemente lavorati.
Rimaneggiamenti e modifiche si ebbero nel XVIII secolo ed ulteriori ne furono apportate dall'architetto Giuseppe Sacconi, tra il 1935 ed il 1940, per restituire lo stile romanico all'edificio religioso. Nel 1950 si pervenne all'isolamento della chiesa dall'incasato circostante.
La torre campanaria, sulla sinistra, fu aggiunta, nel XIV secolo, in sostituzione del campanile a vela.

## Interno
L'interno attuale è a pianta rettangolare, si compone di un solo ambiente a navata unica, con una pregevole copertura a capriate.
Ben visibili ci sono le porzioni di muro della cella in opus reticulatum che arrivano fino al piano d'appoggio dell'architrave ed incorporano gli antichi pilastri. Inoltre sono presenti lesene con base e capitello che formano i cantonali in blocchi di travertino. È molto probabile che durante il XII secolo fu decorata con una rappresentazione di un Cristo Giudice o di una Madonna in trono col Bambino.
La parete di fondo appoggia su un frammento di muraglia tufacea, realizzata in opera quadrata, per una superficie di m 2,06 di altezza e m. 13,50 di larghezza, residuo di arte italica che aveva lo scopo di contenere il terreno alle spalle del tempio.
Sulle pareti interne e sui pilastri interni vi sono tracce di affreschi databili tra il XIII secolo ed il XIV secolo.
Ben conservato è presente anche un affresco che ritrae san Francesco d'Assisi nell'atto di predicare agli uccelli.